# The Dillinger Escape Plan
The Dillinger Escape Plan war eine Mathcore-Band aus New Jersey, die sich nach dem ersten „Staatsfeind Nr. 1“ der USA, John Dillinger, benannt hat.

## Bandgeschichte
Hervorgegangen aus der Hardcoreband Arcane wurde The Dillinger Escape Plan gegründet, um die musikalischen Unzulänglichkeiten der früheren Band zu korrigieren. Bereits im Jahr der Gründung 1997 wurde die erste, selbstbetitelte EP veröffentlicht. Bald darauf wurde sie von Relapse Records unter Vertrag genommen, wo bis 2004 zwei EPs und zwei Alben produziert wurden. Dazwischen erschienen weitere Veröffentlichungen, unter anderem die EP Irony Is a Dead Scene von 2002, auf der Mike Patton den inzwischen ausgestiegenen Dimitri Minakakis ersetzte, sowie zwei Split-EPs, jeweils eine mit Nora und Drowningman. Des Weiteren war The Dillinger Escape Plan im Jahre 2002 Teil der Peel Sessions und spielte dort neben einem Cover von Billy Idols Rebel Yell auch eine frühe Version des erst Jahre später veröffentlichten Van Damsel.
In Europa spielte The Dillinger Escape Plan im Vorprogramm einer Tournee von System of a Down; ein Konzertkritiker schrieb von „blankem Entsetzen“, das im Publikum geherrscht habe, ein Autor der Zeitschrift Visions drückte es so aus: „Boah, sind die anstrengend“, nölt’s unbegeistert aus allen Ecken, während die Krachcore-Vorband auf der Bühne Wahnsinn und Weltuntergang beschwört. Liam Wilson räumte in einem Interview ein: „Ich glaube, wenn man uns nicht kennt und eines unser Konzerte besucht, kann das schon eine relativ schockierende Erfahrung sein.“ Die Zeitschrift Kerrang! nannte die Band trotzdem „The Best Live Band on the Planet“ (dt.: Die beste Liveband der Welt).
2004 erschien mit Miss Machine das erste Album, auf dem der neue feste Sänger Greg Puciato zu hören war. Das Album verkaufte alleine in den USA in der ersten Woche mehr als 12.000 Einheiten und avancierte damit zur bis dato sich bestverkaufenden Veröffentlichung der Band. Zu erklären war dies unter anderem damit, dass die Band vermehrt melodische Aspekte in ihre Musik aufnahm. Visions führte das Album in ihrem Jahresrückblick auf Platz 46 der besten Alben 2004. Für The Dillinger Escape Plan schloss sich eine zwei Jahre andauernde Tournee mit Bands wie Slipknot oder Megadeth an, die jedoch durch diverse Vorfälle überschattet war. So musste Benoit aus gesundheitlichen Gründen von 2004 bis 2006 immer wieder ersetzt werden, 2005 verletzte sich Weinman bei einem Autounfall.
Im Juni des Jahres 2006 wurde exklusiv über den iTunes-Onlineshop eine EP mit dem Titel Plagiarism veröffentlicht. Wie schon der Name nahelegt, handelte es sich hierbei hauptsächlich nicht um neue Stücke der Band, sondern um diverse Cover-Songs von Künstlern aus verschiedensten musikalischen Bereichen; darunter Justin Timberlake, Nine Inch Nails, Massive Attack und Soundgarden. Gegen Ende 2006 steuerte The Dillinger Escape Plan ein Stück zu einem Melvins-Tributealbum bei. Es sollte das letzte gemeinsam eingespielte Stück mit ihrem langjährigen Schlagzeuger Chris Pennie sein, der nun bei Coheed and Cambria tätig ist.
Im November 2007 erschien mit Ire Works das dritte Album der Band. Ausführender Produzent war Steve Evetts. Gil Sharone von den Stolen Babies übernahm zumindest für die Dauer der Aufnahmen und die Europatour Anfang 2008 die Rolle des Schlagzeugers, Jeff Tuttle (ex-Heads Will Roll) ersetzte Benoit.

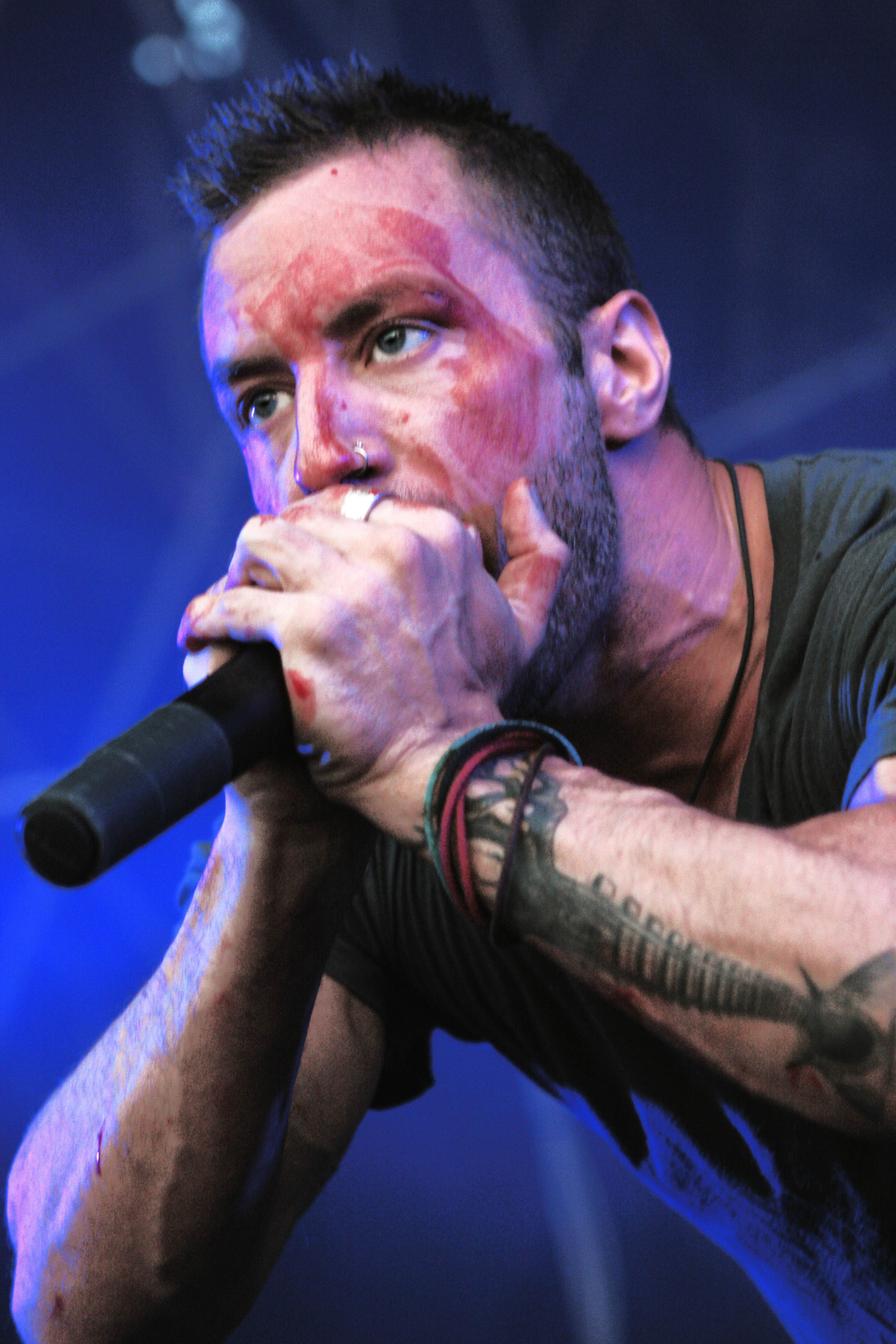
Sänger Greg Puciato beim picture on festival 2011

Ende Mai 2009 trennte sich The Dillinger Escape Plan nach fast 10 Jahren von Relapse Records und war nun bei Season of Mist Records unter Vertrag, wo sie auch ihr eigenes Sublabel Party Smasher Inc. hatten. Im März 2010 folgte dann ihr neues Studioalbum Option Paralysis, auf dem sie unter anderem mit dem Pianisten Mike Garson kollaborierten, das Puciato gleichzeitig jedoch auch als ihr bislang härtestes Album bezeichnet. Im Rahmen der Albumtour kamen sie von Anfang Oktober bis Mitte November auch nach Europa, wo unter anderem Bands wie The Ocean oder den Cancer Bats als Vorgruppen spielten.
Im Mai 2013 erschien das fünfte Studioalbum One of Us is the Killer auf Sumerian Records / Party Smasher Inc. In seiner Rezension für die Süddeutsche Zeitung schrieb Jörg Scheller, das Album erreiche zwar „nicht ganz die Qualität früherer DEP-Meilensteine wie Miss Machine“. Dennoch bliebe The Dillinger Escape Plan „eine der wichtigsten und inspirierendsten Bands der jüngeren Popgeschichte, insofern sie dem nie versiegenden 'Unbehagen in der Kultur' (Sigmund Freud) eine zeitgemäße Form verleihen“.
Kurz vor Veröffentlichung ihres sechsten Studioalbums Dissociation im Oktober 2016 kündigte die Band ihre anstehende Auflösung nach einer internationalen Tournee bis Frühjahr 2017 an.

## Stil
Der Musikstil der Gruppe wird oft als Mathcore oder Chaoscore bezeichnet. Vergleichbar mit Converge versuchen The Dillinger Escape Plan, die Extreme der Musik auszuloten. Sie verbinden Elemente des Grindcore mit komplexen Arrangements und an Jazz erinnernden melodischen Teilen. Wesentliches Merkmal sind ständige Taktwechsel, auf deren schematische Abfolge der Begriff Mathcore abzielt.

## Popkulturelle Bezüge
Die Gruppe Anal Cunt veröffentlichte 2001 einen Song namens Anyone Who Likes The Dillinger Escape Plan Is a Faggot, in dem sie darauf hinwiesen, dass sie The Dillinger Escape Plan nicht besonders mögen („you guys fucking suck“). Als Grund für die überwiegend positiven Rezensionen für The Dillinger Escape Plan geben Anal Cunt in diesem Song das Sexualverhalten der Kritiker an („you never get bad reviews because all the writers shoot up cum“). In der Realität soll die beiden Bands jedoch eine langjährige Freundschaft verbinden.

## Diskografie

### Studioalben
- 1999: Calculating Infinity (Relapse Records)
- 2004: Miss Machine (Relapse Records)
- 2007: Ire Works (Relapse Records)
- 2010: Option Paralysis (Season of Mist)
- 2013: One of Us Is the Killer (Sumerian Records)
- 2016: Dissociation (Cooking Vinyl)

### EPs
- 1997: The Dillinger Escape Plan EP (Now or Never Records)
- 1998: Under the Running Board EP (Relapse Records)
- 1998: Split-EP mit Nora (Ferret Records)
- 1999: Split-EP mit Drowningman (Hydra Head Records)
- 2000: The Dillinger Escape Plan EP (Reissue, Now or Never Records)
- 2002: Irony is a Dead Scene EP (feat. Mike Patton) (Epitaph Records)
- 2003: Cursed, Unshaven and Misbehavin': Live Infinity 7"-Vinyl-Live-EP (Relapse Records)
- 2006: Plagiarism EP (iTunes-exklusiv, Relapse Records)